# Groby (jaskinia)
Groby (Koliba Wyższa) – jaskinia w Zbójnickiej Turni w zachodnich stokach Gubalca w Dolinie Kościeliskiej w Tatrach Zachodnich. Wejście do niej znajduje się w wąwozie Kraków na wysokości około 1227 metrów n.p.m. naprzeciw Smoczej Jamy, powyżej Jaskini Poszukiwaczy Skarbów. Długość jaskini wynosi 125 metrów, głębokość 3,7 metra.

W komorze wstępnej znajdują się trzy nisze skalne o kształcie zbliżonym do grobów i stąd nazwa jaskini.

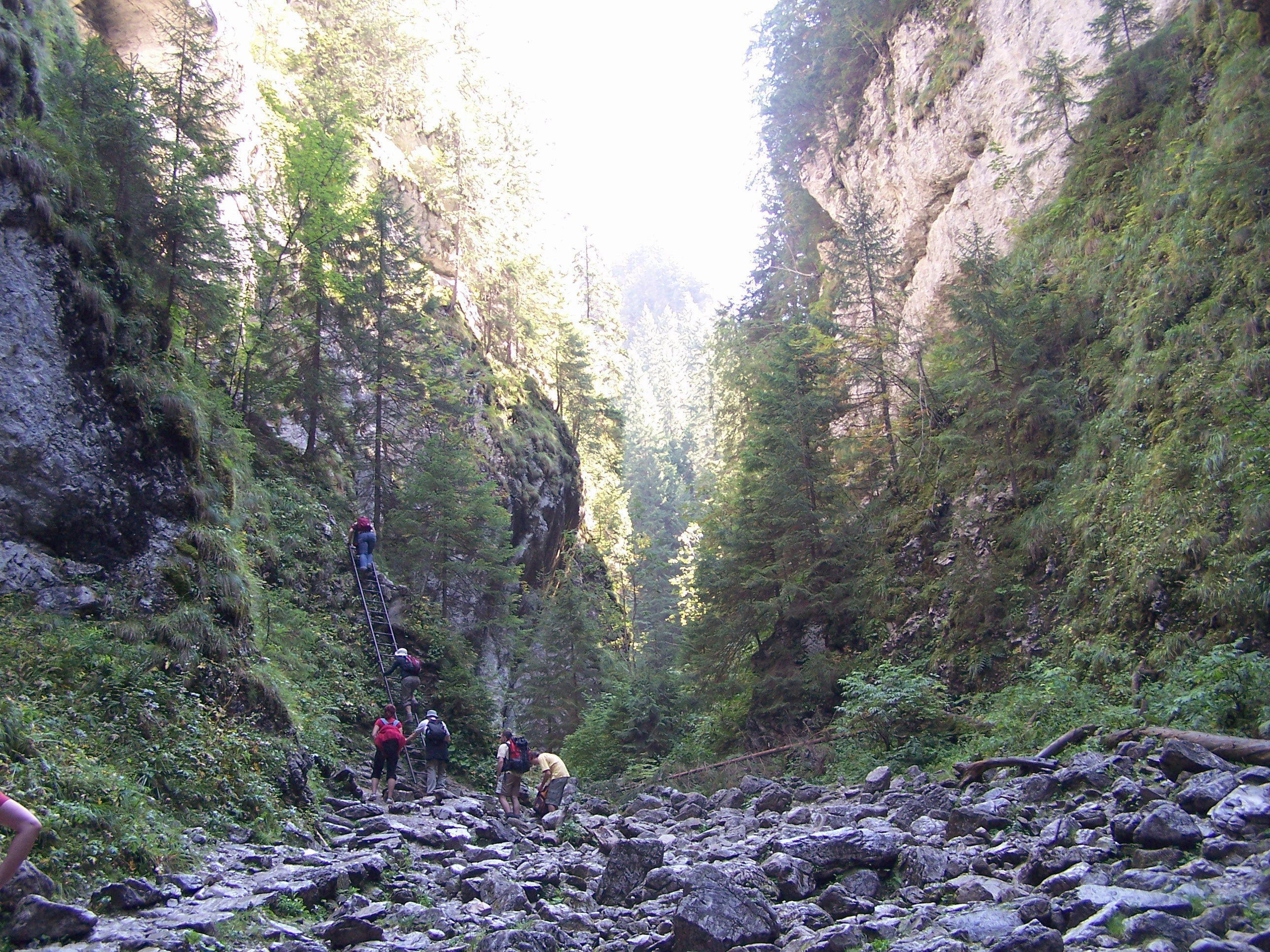
Wąwóz Kraków. Po prawej ściana Zbójnickiej Turni

## Opis jaskini
Z otworu wejściowego korytarz idzie do komory wstępnej. Leży w niej krata, która miała być w 1980 r. zamontowana w otworze. Komora ma około 20 metrów długości. Na jej końcu odchodzi obszerny korytarz z małą odnogą po lewej stronie. Po kilkunastu metrach zakręca on gwałtownie na lewo. Zaraz za zakrętem mija się boczne korytarzyki zakończone szczelinami. Kilka metrów dalej, w niewielkiej okrągłej salce, główny korytarz skręca na prawo i po około 20 metrach dochodzi do Sali Zawaliskowej. Odchodzą z niej krótkie, kończące się ślepo szczeliny.

## Przyroda
Szata naciekowa w jaskini jest dosyć uboga. Występuje w niej w dużych ilościach tylko mleko wapienne. Są też nacieki grzybkowe. Niewielkie stalaktyty i stalagmity można zauważyć w okolicach komory wstępnej oraz w korytarzu przed Salą Zawaliskową.
Bardzo silny ciąg powietrza wydobywa się z jednej ze szczelin w Sali Zawaliskowej. Prawdopodobnie za nią znajduje się drugi otwór jaskini, leżący od strony Doliny Kościeliskiej.

## Historia odkryć
Jaskinia znana była od dawna. W 1882 roku odwiedził ją i opisał (jako Kolibę Wyższą) Gotfryd Ossowski, a w 1885 roku niezależnie zrobił to samo Jan Gwalbert Pawlikowski, opisując ją jako Groby.